# Hendrik V van Karinthië
Hendrik V van Karinthië (overleden op 12 oktober 1161) was van 1144 tot 1161 hertog van Karinthië en van 1144 tot 1151 markgraaf van Verona. Hij behoorde tot het huis Spanheim.

## Levensloop
Hij was de oudste zoon van hertog Ulrich I van Karinthië en Judith van Baden, dochter van markgraaf Herman II van Baden. Toen hij zijn vader in 1144 opvolgde als hertog van Karinthië en als markgraaf van Verona, was hij nog minderjarig. 
Hendriks grootoom Bernard van Spanheim, die als regent voor Hendrik optrad, verpachte de allodia van Hendrik aan markgraaf Ottokar III van Stiermarken. Ook moest Hendrik V in 1151 het markgraafschap Verona afstaan aan zijn oom Herman III van Baden. In 1158 kreeg Hendrik de voogdij over het bisdom Gurk.
Als hertog van Karinthië was Hendrik V zeer trouw aan keizer Frederik I Barbarossa en vergezelde hem bij meerdere missies. Toen hij tijdens zijn terugtocht naar Karinthië te paard de rivier Tagliamento moest oversteken, viel Hendrik echter van zijn paard en verdronk. Hij werd begraven in het Rosazzoklooster in Friuli. 
Hij was gehuwd met Elisabeth, dochter van markgraaf Leopold I van Stiermarken. Dit huwelijk bleef echter kinderloos. Na zijn dood werd hij als hertog van Karinthië opgevolgd door zijn jongere broer Herman.